# Odense Atletikstadion
Odense Atletikstadion er hjemmebane for Odense Atletik/OGF. Det blev bygget 1941 og ombygget i 1996.
Odense Atletikstadion har otte rundbaner og er kunststofbelagt, lysanlægget dækkender hele atletikstadion. Anlægget blev 2007 certificeret med et IAAF Class II certificat, og opfylder dermed krav til nationale og internationale stævner i IAAF regi. Der er bl.a. installeret elektronisk tidtagningsudstyr.
OB har også spillet kampe på stadionet, da Odense Stadion var under ombygning.
Der er plads til i alt 8.000 tilskuere, heraf 1.200 siddende på tribunen. I tribunen findes fem omklædningsrum samt klublokale.
Odense Atletikstadion er beliggende Stadionvej 43, 5200 Odense V, få meter fra Odense Stadion.
55°23′56.4″N 10°21′4.4″Ø / 55.399000°N 10.351222°Ø